# Lee Rausch
Lee Rausch (født 10. september 1964, død 23. juni 2023) var en amerikansk trommeslager, der er bedst kendt for at have været kortvarigt medlem af de to thrash metal-bands Dark Angel og Megadeth. Han var i Megadeth i perioden 1983-1984 og medvirkede kun på en enkelt udgivelse, nemlig bandets første og eneste demo, Last Rites.

## Diskografi

### MedMegadeth
- 1984: Last Rites (demo)